# Limbadi
Limbadi – miejscowość i gmina we Włoszech, w regionie Kalabria, w prowincji Vibo Valentia.
Według danych na rok 2004 gminę zamieszkiwało 3615 osób, 129,1 os./km².